# Glyptopetalum feddei
Glyptopetalum feddei là một loài thực vật có hoa trong họ Dây gối. Loài này được (H.Lév.) Ding Hou mô tả khoa học đầu tiên năm 1963.